# الغواصة الألمانية يو-43 (1939)
غواصة يو-43  غواصة يو بوت ألمانية من الفئة التاسعة إيه بنيت ل سلاح بحرية ألمانيا النازية كريغسمارينه، في أحواض إيه جي فيزر في بريمن خلال الحرب العالمية الثانية.